# Francesco Ricceri
Francesco Ricceri (Biancavilla, 20 april 1903 – aldaar, 28 juli 1980) was een Rooms prelaat op het Italiaanse eiland Sicilië.

## Levensloop
Ricceri groeide op in Biancavilla nabij Catania, Sicilië, als zoon van Giuseppe Ricceri en Antonina Rubino. Na zijn priesterwijding (1926) in het aartsbisdom Catania studeerde Ricceri verder in Rome. Hij behaalde de diploma’s van canoniek en burgerlijk recht, respectievelijk aan het Gregorianum en het Lateranum. Nadien keerde hij naar Catania terug, waar hij pastoor was in meer dan een parochie.
Tijdens de Tweede Wereldoorlog organiseerde Ricceri het hulpcomité van het aartsbisdom Catania (1943). Ze ondersteunden hongerende mensen uit de bevolking. Financieel zag hij zich ondersteund door hertogin Carmela Trigona di Misterbianco en Lina Petroncelli Vagliasindi. Vanaf 1947 werd het hulpcomité ondergebracht in de pauselijke organisatie Pontificia Opera Assistenza. 

### Prelaat van Santa Lucia del Mela
In 1957 volgde de bisschopswijding, die plaats vond in Catania. Dit had te maken met de verkiezing tot territoriaal prelaat van Santa Lucia del Mela door het kapittel van Santa Lucia del Mela. Dit was immers een territoriale pauselijke prelatuur, dit wil zeggen een prelatura nullius of prelatuur zonder bisschoppelijk gezag (nullius) en derhalve rechtstreeks onder pauselijk gezag. Paus Pius XII benoemde hem gelijktijdig tot titulair bisschop van Coela (1957); Coela is een in de 8e eeuw afgeschaft bisdom in Europees Turkije ofwel Oost-Thracië. 

### Bisschop van Trapani
In 1961 transfereerde paus Johannes XXIII Ricceri naar de bisschoppelijke troon van Trapani. Tijdens het Tweede Vaticaans Concilie ontmoetten ze elkaar verder regelmatig. Ricceri zetelde er als bisschop van Trapani.
Samen met de kerkgemeenschap van de eparchie Piana degli Albanesi organiseerde Ricceri de kroning van het Kind Jezus in de basiliek Santa Maria dell’Elemosina in zijn geboortestad Biancavilla (1961). Hij herhaalde de kroning in 1979 nadat het beeld gestolen was. In het bisdom Trapani hield Riccani zich bezig met de inrichting van parochiezalen en met de geestelijke zorg van militairen in de kazernes van zijn bisdom.
Riccani beëindigde zijn episcopaat in 1978 om gezondheidsredenen, waarna hij zich terugtrok in Biancavilla waar hij overleed in 1980. Op zijn vraag werd hij begraven in de basiliek Santa Maria dell’Elemosina in Biancavilla.